# هلموت تسان
هلموت تسان (آلمانی: Helmut Zahn؛ ۱۳ ژوئن ۱۹۱۶ – ۱۴ نوامبر ۲۰۰۴) یک شیمی‌دان در زمینه شیمی نساجی اهل آلمان بود.